# Meadowcroft Rockshelter
Meadowcroft Rockshelter es un sitio arqueológico ubicado cerca de Avella en el condado de Washington, al sudoeste Pensilvania, Estados Unidos. Un refugio rocoso en un falso mirador Cross Creek (tributario del río Ohio), Meadowcroft Rockshelter está localizada a unas 36 millas al sudeste de Pittsburgh.
El sitio fue excavado desde 1973 hasta 1978 por un equipo de la Universidad de Pittsburgh dirigido por James M. Adovasio. Fechamientos con carbono-14 indican una ocupación humana 16.000 años adP y posiblemente hasta 19.000 años adP. Estas dataciones han sido cuestionadas por otros científicos, suponiendo una posible contaminación del carbón. Si bien las fechas siguen siendo cuestionadas, muchos arqueólogos acuerdan que Meadowcroft fue utilizada por indígenas americanos en la era pre-Clovis, y como tal provee evidencia de un poblamiento temprano de América.
En Meadowcroft Rockshelter se han descubierto restos de monte y de elementos paleoindios, que indican el procesamiento de animales, como el ciervo, el reno, huevos de ave, y mejillones; y también plantas como el maíz, frutas, nueces y semillas. Se ha obtenido la mayor colección de flora y fauna recuperada del este de América del Norte.
En el sitio también se han encontrado muchas herramientas de diferentes períodos, incluyendo cerámica, bifaciales, hojas laminares, una puntas de proyectil lanceolada y varias puntas acanaladas, que se consideran el marcador del período paleoindio.

## El complejo Miller
En Meadowcroft Rockshelter se encontró un tipo inusual de punta de proyectil, que ha denominada como punta lanceolada Miller. También se han encontrado puntas lanceolados sin pulir similares en los sitios adyacentes.
Se recuperaron suficientes artefactos líticos para definir un complejo de Miller. Este consiste en bifaces delgados, que incluyen la punta lanceolada Miller; cuchillas prismáticas pequeñas; herramientas y cuchillas de escamas retocadas; y debitage relacionados con la reducción de núcleo y biface de última clase y el mantenimiento del kit de herramientas. El complejo de Miller se define aún más por los estudios realizados en la cuenca de Cross Creek, donde se han recuperado otras puntas lanceoladas, pequeñas láminas prismáticas y pequeños núcleos de láminas poliédricas. Este complejo tiene una apariencia euroasiática y siberiana. Las aspas pequeñas y los núcleos poliédricos están ausentes en los conjuntos de puntos acanalados paleoindianos posteriores en esta región, lo que refuerza el carácter distintivo tecnológico del complejo de Miller.
El sitio Krajacic adyacente está ubicado a unos 10 kilómetros al sureste de Meadowcroft, y también es importante para definir el complejo Miller. Este sitio produjo una gran variedad de los distintivos implementos de cuchilla de estilo Meadowcroft y varios núcleos poliédricos cilíndricos pequeños. En Cactus Hill, Virginia, se han encontrado puntos similares, donde se los denomina tipo triangular temprano. También se hicieron algunos hallazgos similares en Page-Ladson, Florida. Debido a la secuencia ocupacional muy larga en Meadowcroft, se convirtió en un sitio muy importante y se considera bastante valioso para el análisis comparativo.

## Poblamiento temprano
Los descubrimientos de Monte Verde y otros yacimientos antropológicos de América como Piedra Museo (Argentina, Santa Cruz), Pedra Furada (Brasil), Topper (EE. UU., California), Meadowcroft Rockshelter (EE. UU., Pensilvania), han replanteado completamente la teoría prodominante sobre el poblamiento de América (teoría del poblamiento tardío) fundada sobre la Cultura Clovis, que sostiene que el hombre ingresó al continente americano hace aproximada de 13.500 años, y han dado fundamento a una nueva teoría del poblamiento temprano de América, que ubica la fecha de ingreso entre 15.000 y 50.000 años adP, al mismo tiempo que modifica las teorías sobre las rutas de entrada y difusión por el continente.
Hasta los recientes hallazgos que cuestionan la teoría del poblamiento tardío (Clovis), era inusual que los arqueólogos cavaran más hondo en búsqueda de señales humanas.